# James Crawford (abogado)
James Richard Crawford (Adelaida, 14 de noviembre de 1948 - La Haya, 31 de mayo de 2021) fue un jurista australiano, ampliamente reconocido como la figura más influyente a nivel mundial en la disciplina del derecho internacional público en las últimas décadas.  

## Biografía
Estudió derecho en la Universidad de Adelaida y se doctoró en la Universidad de Oxford bajo la supervisión del profesor Ian Brownlie. 
En 2015 fue elegido juez de la Corte Internacional de Justicia (nominado por su país de origen, Australia) por un período completo de nueve años que expiraría en noviembre de 2024. 
Fue Profesor titular de la Universidad de Cambridge (donde ejerció la prestigiosa cátedra Whewell); fellow de Jesus College, Cambridge; árbitro en numerosas controversias internacionales, y litigante en otras importantes disputas, tanto entre Estados soberanos como entre estados y entes privados.